# Anacroneuria caraja
Anacroneuria caraja är en bäcksländeart som beskrevs av Froehlich 2002. Anacroneuria caraja ingår i släktet Anacroneuria och familjen jättebäcksländor. Inga underarter finns listade i Catalogue of Life.